# Port lotniczy Huahine-Fare
Port lotniczy Huahine - Fare – port lotniczy położony w Fare, na wyspie Huahine, należącego do Polinezji Francuskiej.

## Linie lotnicze i połączenia
| Linia Lotnicza | Kierunek                                     |
| -------------- | -------------------------------------------- |
| Air Tahiti     | 1. Bora Bora 2. Moorea 3. Papeete 4. Raiatea |